# Góra Augusta
Góra Augusta – wzniesienie położone w woj. pomorskim, na obszarze miasta Sopot.
Przed II wojną światową wzniesienie nosiło nazwę "Góra Augusta" lub urzędowy odpowiednik byłego Wolnego Miasta Gdańsk "Augustusberg", zaś obecnie stosowana nazwa to "Augusty Wzgórze".
Na południe od wzniesienia w odległości ok. 200 m przebiega ul. Jacka Malczewskiego, zaś na wschód w odległości ok. 250 m przebiega al. Niepodległości.